# Paróquia Nossa Senhora do Rosário (Leopoldina)
A Paróquia Nossa Senhora do Rosário é uma circunscrição eclesiástica católica brasileira sediada no município de Leopoldina, no interior do estado de Minas Gerais. Faz parte da Diocese de Leopoldina, na qual integra a Forania de Leopoldina. Foi criada no ano de 1952.